# Günter Loose
Günter Loose (* 5. Februar 1927 in Berlin als Rudolf-Günter Loose; † 3. Oktober 2013) war einer der bedeutendsten deutschen Textdichter für Schlager der 1950er bis 1970er Jahre. Er arbeitete insbesondere mit den Musikkomponisten Gerd Natschinski und später mit Christian Bruhn und Lotar Olias zusammen.

## Leben
Loose wuchs in Berlin auf und begann auf Wunsch seines Vaters ein Medizinstudium.
Doch sein Interesse für die Unterhaltungsbranche bestimmte sein Leben.
Im Ostteil der geteilten Stadt fand er beim Rundfunk in Gerhard Honig einen Komponisten, der seine ersten Texte vertonte.
Deshalb entstanden auch seine weiteren Texte für ostdeutsche Interpreten, häufig begleitet vom Orchester Gerd Natschinski und vom ostdeutschen Plattenlabel Amiga veröffentlicht. Loose verbarg sich auch hinter dem Pseudonym Peter Berling.

### Kompositionen für Amiga

Brigitte Rabald – Das ist Liebe auf den ersten Blick

Das DDR-Plattenlabel Amiga übernahm in sein Repertoire eine Vielzahl von Loose-Kompositionen. Klaus Groß begann mit Du, Dein Blick verzaubert mich (Amiga 150282; 1955), Brigitte Rabald folgte mit Das ist Liebe auf den ersten Blick (B-Seite von Heimweh; Amiga 150292; aus dem DDR-Kinofilm Wer seine Frau lieb hat, Premiere: 10. Februar 1955), Fred Frohberg übernahm im Jahre 1956 Die Sterne der Heimat (Amiga 150294) und In Alabama ist meine Heimat. Ursula Maury sang Ein kleiner Negerjunge träumt von einer Schneeballschlacht (Amiga 150271; 1955), und Leila Negra übernahm mit Ein kleines Stelldichein (Amiga 150561; 1956) jeweils mit dem Orchester Adalbert Lutter ein Original. Klaus Groß wurde mit Du bist die Liebe (Amiga 150557; 1957) erneut bedacht, für Paul Schröder entstand Jimmy kommt wieder (Amiga 150588; 1957), Die Ping-Pongs übernahmen Dieser Rhythmus reißt uns mit (1957), und Klaus Groß brachte Küss’ mich Angelina heraus (aufgenommen am 13. Juni 1957; Amiga 150612). 1958 verfasste Loose mindestens 6 Titel, darunter Heinz Schultzes Tatjana (Amiga 450 016; 1958), Paul Schröder griff den Titel Zwischen Drei und Vier auf (Amiga 450 020; 1958), Bärbel Wachholz brachte Amigo / Das wünsch‘ ich mir auf den Markt (450 024; 1958) oder Armin Kämpf Wenn ein junges Mädchen weint (1958). Günter Geißler übernahm Es gibt ein Mädel (Amiga 50699; 1958) und Julia Axen & Heinz Schultze brachten das Duett Nur der Mond schaut uns zu auf den Markt (1958). 1959 wurde Bärbel Wachholz mit Weil er ein Seemann war bedacht, Fred Frohberg folgte mit Zwei gute Freunde (50658; 1959), die Geschwister Hofmann übernahmen Es müsste wie damals sein (B-Seite von Werner Schmahs Man müsste noch Mal Zwanzig sein, Amiga 450062; 1959). Als Hartmut Eichler die Loose-Kompositionen Du gehörst schon einem andern (Amiga 450096; 1959) und Glaube an mich (Amiga 450133; 1960) sang, war Loose bereits in der westdeutschen Musikindustrie angekommen. Julia Axen hatte inzwischen den Titel Von Jahr zu Jahr (B-Seite von …Und dann hast Du mich geküsst; Amiga 450122; 1960) übernommen, Fred Frohberg brachte Einer wird bei Dir bleiben (Amiga 450155) heraus, und Günter Geißler sang Komm zurück zum ‚Goldenen Sand‘ (Amiga 150775; 1960). Hartmut Eichler griff auf Zwei die sich lieben (Amiga 450223; 1961) zurück. Bärbel Wachholz brachte eine der letzten ostdeutschen Kompositionen von Loose heraus, nämlich Wann kommst Du zu mir?, dessen Musik von Lotar Olias stammte (Februar 1960). Da Amiga in Westdeutschland abwechselnde Vertriebspartner besaß (darunter Teldec), wurde deren Repertoire hier auch nicht systematisch vertrieben und konnte bis in die 1970er Jahre die westdeutsche Hitparade nicht erreichen.

### In der Bundesrepublik
Sein Schaffen in der westdeutschen Musikindustrie begann im Jahre 1957 und endete 1984.

#### 1950er Jahre

Gitta Lind – Du bist so jung

Ersichtlich die erste westdeutsche Interpretin, die Loose-Texte übernahm, war Gitta Lind. Für sie schrieb er Du bist so jung / Vergiss nie die Zeit (Amiga 150613; beide aufgenommen am 28. Juni 1957). Die Platte wurde für Amiga aufgenommen, obwohl die Sängerin bei Vertriebspartner Telefunken unter Vertrag stand. Am 6. November 1957 entstand für die auf Seemannslieder spezialisierte Liselotte Malkowsky Was macht ein Seemann wenn er Sehnsucht hat (B-Seite von Marju, grüß mir mein St.Pauli), nunmehr auf dem westdeutschen Polydor-Label. Malkowski übernahm zudem Ja, Wenn das Meer nicht wär (30. Januar 1958) und Ein Herz und eine Rose. Komponist Olias hörte 1959 von dem Vierzeiler „Ein Herz und eine Rose, ein Tag und eine Nacht; daran hat ein Matrose sein Leben lang gedacht.“ Olias vertonte den Text und nahm ihn mit Liselotte Malkowsky am 1. September 1959 unter dem Titel Ein Herz und eine Rose auf. Auch die Coverversionen von Willy Hagara (1959) und Jonny Hill (1970) gelangten nicht in die Charts. In den USA kam der Song jedoch unter dem Titel Ellie Lou mit den Brothers Four im April 1960 in die US-Pophitparade. Im Dezember 1959 wurde Conny Froboess mit Ein Mädchen mit 16 bedacht, es war mit einem Rang 22 Looses erste Hitparadennotierung. Der Titel kam im Kinofilm „Ja, so ein Mädchen mit 16“ vor, der am 20. Oktober 1959 in Kassel Premiere hatte. Freddy sang im Oktober 1959 Du mußt alles vergessen (B-Seite von Unter fremden Sternen), Gus Backus übernahm Wenn ein junges Mädchen weint (Dezember 1959). 1960 erdachte Loose mindestens 9 Titel, darunter für den Club Honolulu (=Caterina Valente & Bruder Silvio Francesco) im August 1960 Itsy Bitsy Teenie Weenie Honolulu Strand Bikini (aufgenommen am 30. Juli 1960 in Brüssel), der für drei Wochen an Rang 1 der deutschen Hitparade notierte. Die Valente war gerade von Polydor zu Teldec gewechselt, wo ihre erste Single Sonnenschein – deutscher Text von Kurt Hertha – (19. Februar 1959) zum Flop wurde. Loose, Christian Bruhn und Valentes Manager Erik van Aro stritten deshalb über die Art, wie sie zu produzieren sei und hatten das Rezept offenbar gefunden.

#### 1960er Jahre
Freddy drang mit Irgendwann gibt’s ein Wiedersehn im April 1960 bis auf Rang 7 der deutschen Hitparade vor, Melodie der Nacht kam von ihm im November 1960 auf den vierten Platz. Im selben Monat schrieb Loose den Text für A- und B-Seite der Single La Guitarra Brasiliana / Weit ist der Weg, wobei die A-Seite Rang 16 erreichte. 1961 kamen mindestens 9 Titel aus seiner Feder auf den Markt, insbesondere Valentes Ich kann ohne Dich nicht leben (B-Seite von Der Sheriff von Arkansas ist 'ne Lady; 6. Juni 1961 Berlin). Für Freddy entstanden mit Olias Wenn die Sehnsucht nicht wär‘ (Mai 1961) und die Titelmelodie zum gleichnamigen Kinofilm Nur der Wind (Premiere: 29. September 1961). Im Mai 1961 brachten die Blue Diamonds Wie damals in Paris (In a Little Spanish Town) mit deutschem Text von Loose heraus. Ende des Jahres übernahm „die Valente“ Weiße Möwe flieg‘ in die Ferne (Musik Manos Hadjidakis, 14. Dezember 1961). 1962 brachte Loose mindestens 8 Songtexte auf Papier, darunter 2 für Freddy …Und das weite Meer (Mai 1962), Harald Juhnkes erste Single Der schwarze Joe aus Idaho (B-Seite von Die Dame mit dem giftgrünen Schleier; Mai 1962), Heidi Brühl Bitte spiel nicht mit mir (12. Februar 1962; Original war Johnny Hortons All For the Love of a Girl), Ted Herold Ich bin ein Wanderer (Mai 1962), Michael Holm Einmal werden wir uns wiedersehn (August 1962) und Freddys Keine Bange, Lieselotte (September 1962). Eine der ersten gemeinsamen Kompositionen mit Christian Bruhn war Carmela Correns Surabaya (Dezember 1962). Im Jahr 1963 schrieb er unter anderem für „die“ Valente Java Tamouré (5. Februar 1963) und Ich kann nicht ohne Dich leben, und Manuelas Ich geh‘ noch zur Schule entstand mit Christian Bruhn (September 1963, Rang 4), in der Mittagspause geschrieben und innerhalb weniger Wochen 500.000 Mal umgesetzt. Rita Pavone übernahm als ihre erste Single Wenn ich ein Junge wär‘, die gleich zum Hit wurde (September 1963, Rang 2) und im umsatzschwachen Jahr 1963 über 100.000 Exemplare verkaufte. Nicht verwendet wurden Looses Texte zu Bye-bye Bambina (September 1963) und Zähle alle Sterne (Dezember 1963).
1964 gab es mindestens 19 von Loose geschriebene Titel, wovon Zwei Mädchen aus Germany (April 1964, Rang 4) Paul Ankas zweitbeste Platzierung war. Drafi Deutscher übernahm Keep Smiling (Oktober 1964, Rang 7), Shu-bi-du-bi-du-the Slop (LP Shake Hands! Keep Smiling; Oktober 1964) und Es ist besser Du gehst (You Better Move On von Arthur Alexander, B-Seite von Cinderella-Baby; Dezember 1964). Die frisch geehrten Eiskunstlauf-Weltmeister Hans-Jürgen Bäumler (Wunderschönes fremdes Mädchen; Juni 1964, Rang 3) und Eiskunstlaufpartnerin Marika Kilius (Kavalier, Kavalier und Wenn die Cowboys träumen; Juli 1964, Rang 2) entdeckten ihre schwachen Gesangskünste als Solisten und wurden zusätzlich bedacht mit dem Duett Honeymoon in St. Tropez (Juni 1964, Rang 2) und Wenn junge Leute bummeln geh’n (April 1966). Adamos Gestatten Sie Monsieur? (August 1964) war eine eiligst nachgeschobene deutsche Fassung seines Vous Permettez, Monsieur (Juli 1964), die beide Rang 34 erreichten und dessen erste deutsche Singles waren. 1965 sind wenigstens 14 Titel unter Mitwirkung von Loose verzeichnet. Darunter befand sich Paul Anka mit dem deutschsprachigen Titel Elisabeth (März 1965, Rang 17), Renate Kerns erste Single Kiss and Shake (Juni 1965, Rang 39), Freddy übernahm 5.000 Meilen von Zuhaus als Coverversion des Bobby-Bare-Country-Hits 500 Miles Away From Home (August 1965, Rang 5) oder Sandie Shaw Du weißt nichts von Deinem Glück (September 1965, Rang 32). Renate Kern übernimmt schließlich Ende des Jahres Kommt nicht in Frage (Dezember 1965).

Drafi Deutscher – Marmor, Stein und Eisen bricht

Dann erschien im Oktober 1965 der 19-jährige Drafi Deutscher im Musikverlag Edition Intro Gebrüder Meisel GmbH und trällerte „dam-dam, dam-dam“. Schlagerkomponist Christian Bruhn, der mit dem Verlag zusammenarbeitete, fragte nach der Fortsetzung, worauf Deutscher antwortete: „Det machst du.“ Die Single von „Drafi Deutscher and His Magics“ erschien – mit dem von Loose komplettierten Text – im Oktober 1965 unter dem Titel Marmor, Stein und Eisen bricht / Das sind die einsamen Jahre. Sie erreichte am 4. Dezember 1965 erstmals den ersten Rang der deutschen Hitparade, den sie für fünf Wochen beibehielt. Die Platte verkaufte bis April 1966 alleine in Deutschland mehr als 800.000 Exemplare und mit Hilfe der im Mai 1966 nachgeschobenen englischsprachigen Version weltweit über eine Million Einheiten. Der Evergreen sollte der größte kommerzielle Erfolg von Loose bleiben. Es folgte Marion mit ihrer erfolgreichsten Single Er ist wieder da (Dezember 1965, Rang 6).
Das Jahr 1966 war mit 37 Loose-Titeln das Rekordjahr des Autors. In jenem Jahr lernte Loose auch James Last kennen und schrieb mit ihm einen Welthit, der von über 100 Interpreten gesungen wurde. Das Original wurde mit dem Titel Eine ganze Nacht am 15. August 1966 urheberrechtlich für James Last und Günter Loose registriert. Als der US-Sänger Eddie Fisher hiervon hörte, bat er James Last, einen englischen Text schreiben zu lassen. Mit dem Titel Games That Lovers Play verfassten Larry Kusik und Eddie Snyder diesen Text, und Eddie Fisher präsentierte ihn am 16. Oktober 1966 live in der Andy-Williams-Show. Coverversionen stammen von Connie Francis (B-Seite von Spanish Nights And You; Oktober 1966) und dem Briten Donald Peers (November 1966). Den im Original von den Peels stammenden schrillen Hit Juanita Banana übernahmen Mal Sondock und Billy Mo mit deutschem Text von Loose (Juli 1966), Drafi Deutscher brachte Nimm mich so wie ich bin heraus (April 1966, Rang 7). Gleich 7 Titel entstanden für Marion, Rex Gildo wurde mit Augen wie zwei Sterne bedacht (November 1966, Rang 12). 1967 wurden 23 Titel veröffentlicht, darunter für Renate Kern An irgendeinem Tag (Juni 1967). 1968 entstanden 14 Titel, darunter für Dorthe Was ist bloß mit dem Torrero los (B-Seite von Sind Sie der Graf von Luxemburg?, Februar 1968), Wencke Myhres Jägerlatein (B-Seite von Ein Hoch der Liebe, April 1968), Graham Bonney 99,9 Prozent (August 1968) oder Vic Dana So schöne Augen (September 1968). 1969 kommen 24 Musiktitel heraus, darunter 5 Titel für die noch nicht etablierte Katja Ebstein, die die Hitparade verfehlten. Das ging auch Renate Kern mit dem Titel Laß doch den Sonnenschein so (Mai 1969). Roberto Blanco konnte sich indes mit Songs aus der Feder von Loose im Jahre 1969 endgültig in den deutschen Charts etablieren. Heute so, morgen so war im August 1969 seine absolut beste Platzierung (Rang 10), mit dem Blanco am 3. Juli 1969 den Deutschen Schlager-Wettbewerb 1969 gewinnen konnte. Für Blanco folgte danach noch Auf Liebe gibt es keine Garantie im Dezember 1969; Rang 38). Graham Bonney brachte es mit Hey, Little Lady (Oktober 1969) bis auf Rang 25 der deutschen Hitparade.

#### 1970er Jahre
Wenngleich die Produktivität Looses auf hohem Niveau verblieb, nahm die Hitparadenpräsenz seiner Werke ab. Das Jahr 1970 wies mit 27 Titeln eine noch höhere Produktivität auf als das vorangegangene Jahr. Peter Beil hatte im Januar 1970 einen mittleren Erfolg mit Der Blitz schlug ein (Rang 33), Peter Alexander konnte im März 1970 mit Oh Lady Mary an vergangene Erfolge anknüpfen (Rang 5). Die Flippers blieben mit ihrer zweiten Single Sha La La, I Love you (April 1970) in den Top 10 (Rang 9). Katja Ebstein wurde mit 9 Titeln bedacht, wovon Wunder gibt es immer wieder ihr erster Charterfolg wurde (April 1970, Rang 17). Zuvor war Ebstein am 21. März 1970 mit diesem Titel beim Grand Prix d’ Eurovision aufgetreten und hatte dort mit einem dritten Rang einen großen internationalen Erfolg erringen können. Bruhn hatte für eine orchestrale Begleitung gesorgt. Die ebenfalls von Loose geschriebene Nachfolgesingle Und wenn ein neuer Tag erwacht (Dezember 1970) drang lediglich bis auf Rang 28 vor. Die beste Platzierung für einen Loose-Titel im Jahr 1970 gelang jedoch Bata Illic mit der deutschen Version von Candida (Oktober 1970, Rang 4). Das Jahr 1971 brachte insgesamt 33 Loose-Songs hervor, lediglich Ivo Robic konnte nach 4-jähriger Hitparaden-Abstinenz mit Ich zeig‘ Dir den Sonnenschein im August 1971 auf Rang 45 vordringen. 1972 erdachte er mindestens 10 Liedtexte, von denen nur 2 in die Hitparade gelangten, und zwar Bata Illics Solange ich lebe (Dezember 1972, 13) und der Stimmungshit Ein Bißchen Spaß muß sein / Mit etwas Glück für Roberto Blanco (Dezember 1972, Rang 15). 1973 waren 13 Titel verzeichnet, wovon Goodbye Mama die erste und erfolgreichste Single von Ireen Sheer wurde (Mai 1973, Rang 5) und ihr den Weg für eine deutsche Schlagerkarriere ebnete. 1974 wurden mindestens 17 Titel mit Texten von Loose veröffentlicht, darunter Bata Illic mit Auf der Straße der Sehnsucht (Juni 1974, Rang 32), Peter Alexander brachte die deutsche Version von O Sole Mio auf einen für ihn ungewöhnlichen Rang 36 der Charts (April 1974). 1975 kamen 6 Loose-Titel auf den Markt, wovon lediglich Rex Gildo Der letzte Sirtaki (September 1975, Rang 9) die Charts erreichte. Unter den 12 im Jahre 1976 erschienenen Songs befand sich für den gerade mit Rocky erfolgreichen Frank Farian der Titel Spring über Deinen Schatten, Tommy (September 1976, Rang 12). 1977 brachte 10 Titel ohne Hitparadenresonanz hervor, von den 2 Songs des Jahres 1978 ist Bata Illic mit Sehnsucht (April 1978) erwähnenswert. 1979 waren 10 Titel verzeichnet, darunter alleine 9 für Nella Martinetti, die keine Hitparadenerwähnung fand. Peter Orloff beendete die Hitparadenpräsenz von Loose mit Ich liebe Dich (September 1979, Rang 27).
Seinen letzten Titel schrieb Loose im Jahre 1984. Das Trio Rainy Day präsentierte Welche Farbe hat der Sonnenschein als schweizerischen Beitrag zum Eurovision Song Contest 1984 am 5. Mai 1984, der mit 30 Punkten auf Rang 17 (von 19 Teilnehmern) landete.

## Sonstiges
Loose schrieb nach eigenen Angaben etwa 3.000 Titel. Darunter befand sich ein Nummer-eins-Hit, gleichzeitig sein einziger Millionenseller. Die meisten Titel schrieb er für Katja Ebstein (19), Renate Kern (14), Drafi Deutscher (13), Roberto Blanco (12), Nella Martinetti (12), Marion (11) und Freddy (10). Zwei seiner Werke erhielten bei der Verleihung des Löwen von Radio Luxemburg Bronze, und zwar bei der 13. Verleihung in Knokke-Heist (1965) Bäumlers Wunderschönes fremdes Mädchen und bei der 14. in Essen (1965) Deutschers Marmor, Stein und Eisen bricht. Am 29. Juli 1999 erhielt Günter Loose den Willy-Dehmel-Preis des Deutschen Komponistenverbandes. Die im Januar 2000 erschienene CD-Box Meine Texte – meine Lieder enthält seine erfolgreichsten Schlager. Auf der CD 3 sind ausschließlich von Amiga veröffentlichte Erfolgs-Schlager enthalten. Loose beendete seine Autorenkarriere nach 30-jähriger Tätigkeit im Jahre 1984. Er betrieb seit November 1983 die „Interbirg Show-Artists Agency Günter Loose“ in Zürich-Oberrieden, die wegen Geschäftsaufgabe im Februar 2002 geschlossen wurde.